# Lovö skogskyrkogård

Lovö skogskyrkogård på Lovön, Ekerö kommun anlades på 1830-talet som en utökning av den gamla kyrkogården vid Lovö kyrka. Skogskyrkogården ligger intill Lovö kyrkallé cirka 800 meter öster om Lovö kyrka. Här finns gravplatser för kist- och urngravar samt en minneslund. Skogskyrkogården ligger även inom världsarvsområdet för Drottningholms slott.
År 1823 föreslog Krono-befallningsman Lagercrantz att flytta kyrkogården vid Lovö kyrka till något annat ställe “av tjänligare beskaffenhet”. Man ansåg att gamla kyrkogården hade blivit för trång och hade “sumpigt läge”. 1824 utsågs ett område för en ny begravningsplats motsvarande ett tunnland (ca 5 000 m²) i den så kallade Skarphagen vid Lovö kyrkväg. I maj 1825 ställdes en ansökan till Kongl. Majestät “om erhållandet af förenämnde plats till kyrkogårdsanläggning af församlingens närvarande ledamöter underskrifven och lofvade Krono
Befallninhsmannen Lagercrantz ombesörja ansökningens inlemnande på vederbörlig ort.” Begravningsplatsen iordningställdes på 1830-talet men det dröjde till 1855 innan den första begravningen ägde rum. Då begravdes Hanna Nordwall från Lunda, hennes gravvård och familjegrav finns fortfarande kvar.
Bland de personer som fick sin sista vila här finns Gösta Reuterswärd (1887–1963) som var hovjägmästare och slottsfogde på Drottningholms slott. I Nordwalls familjegrav ligger även Johan Adrian Nordvall som var dispaschör i Stockholm åren 1854–1867.

## Bilder

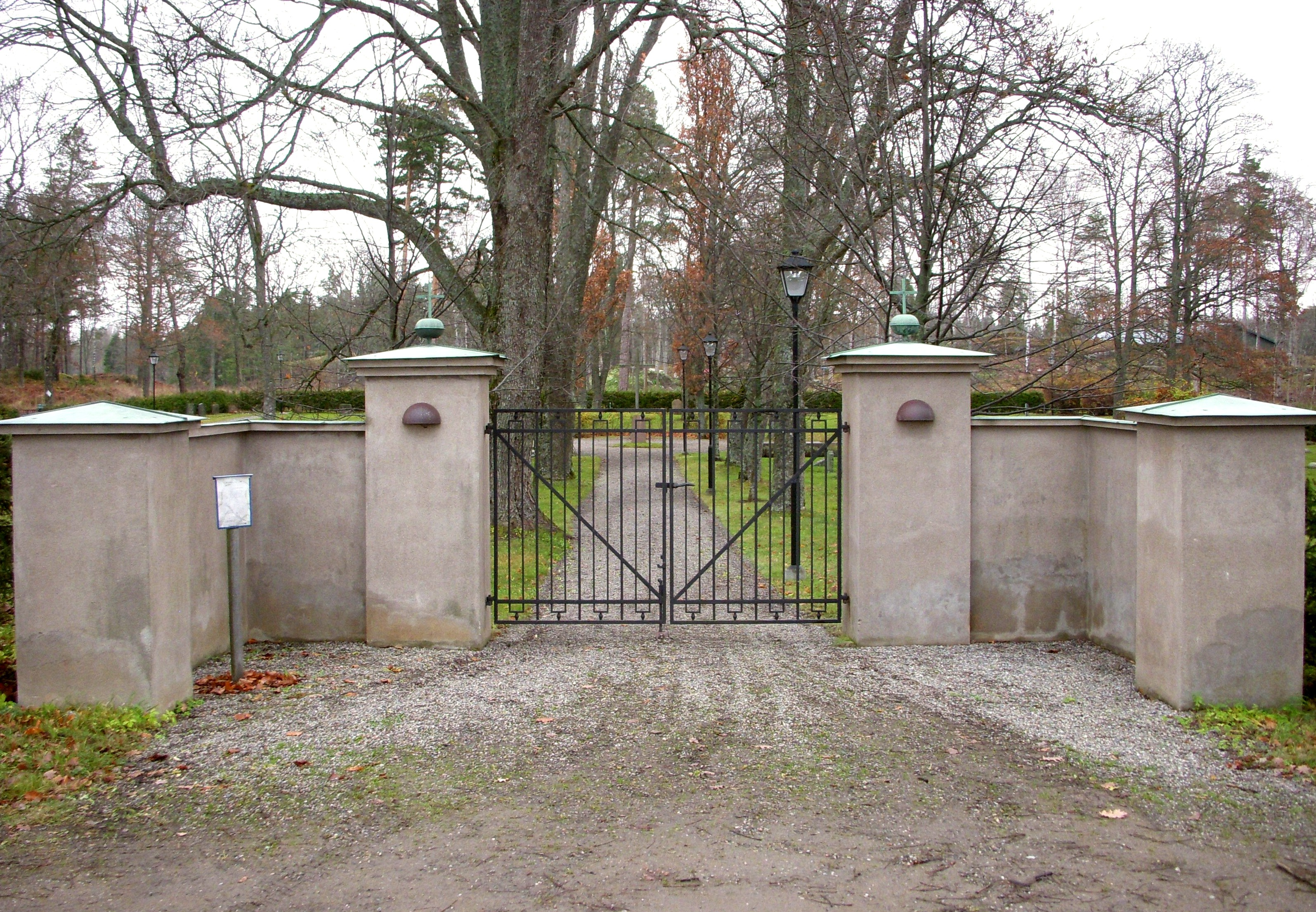
Entrén från Lovö kyrkväg
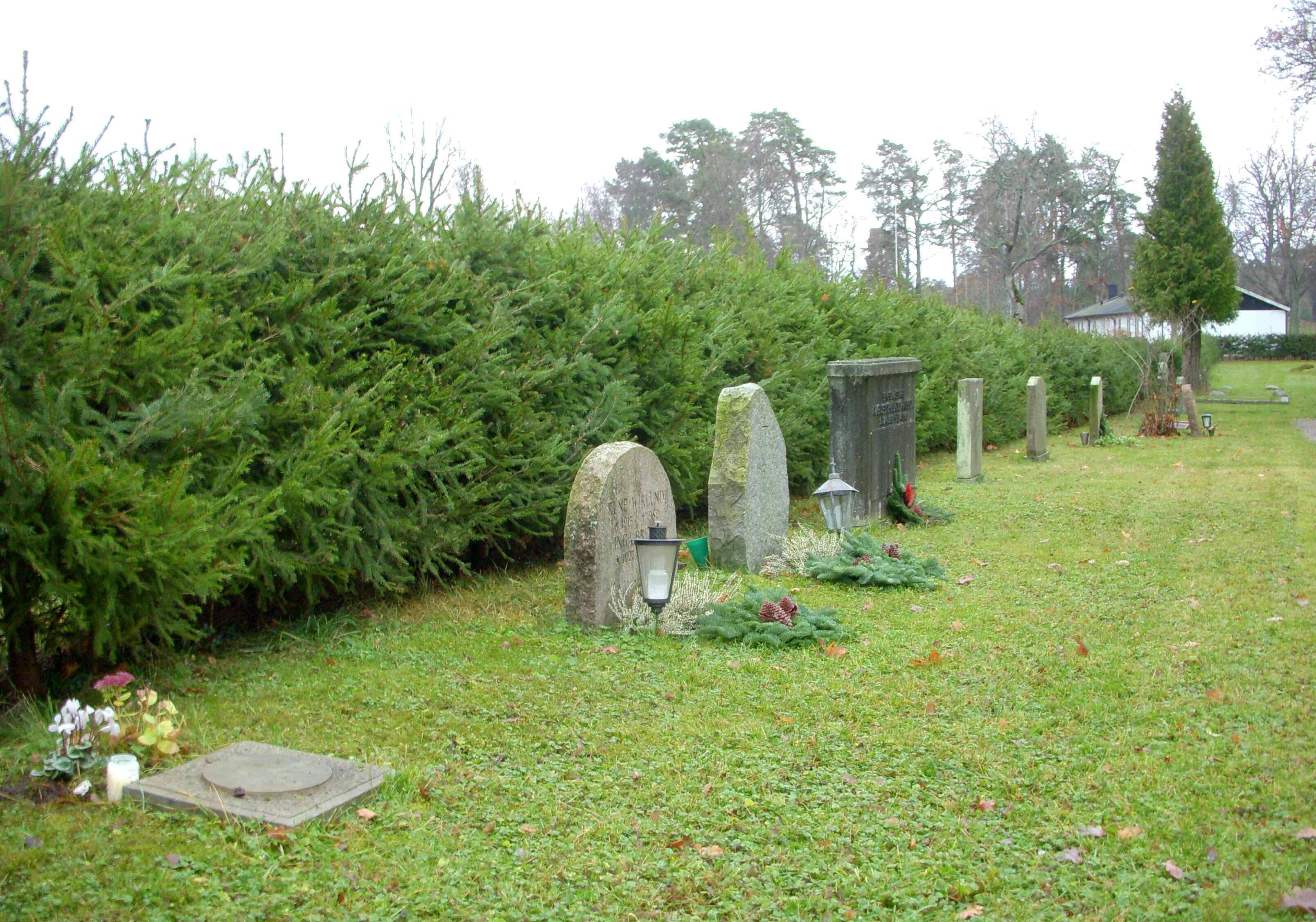
Gravplatser
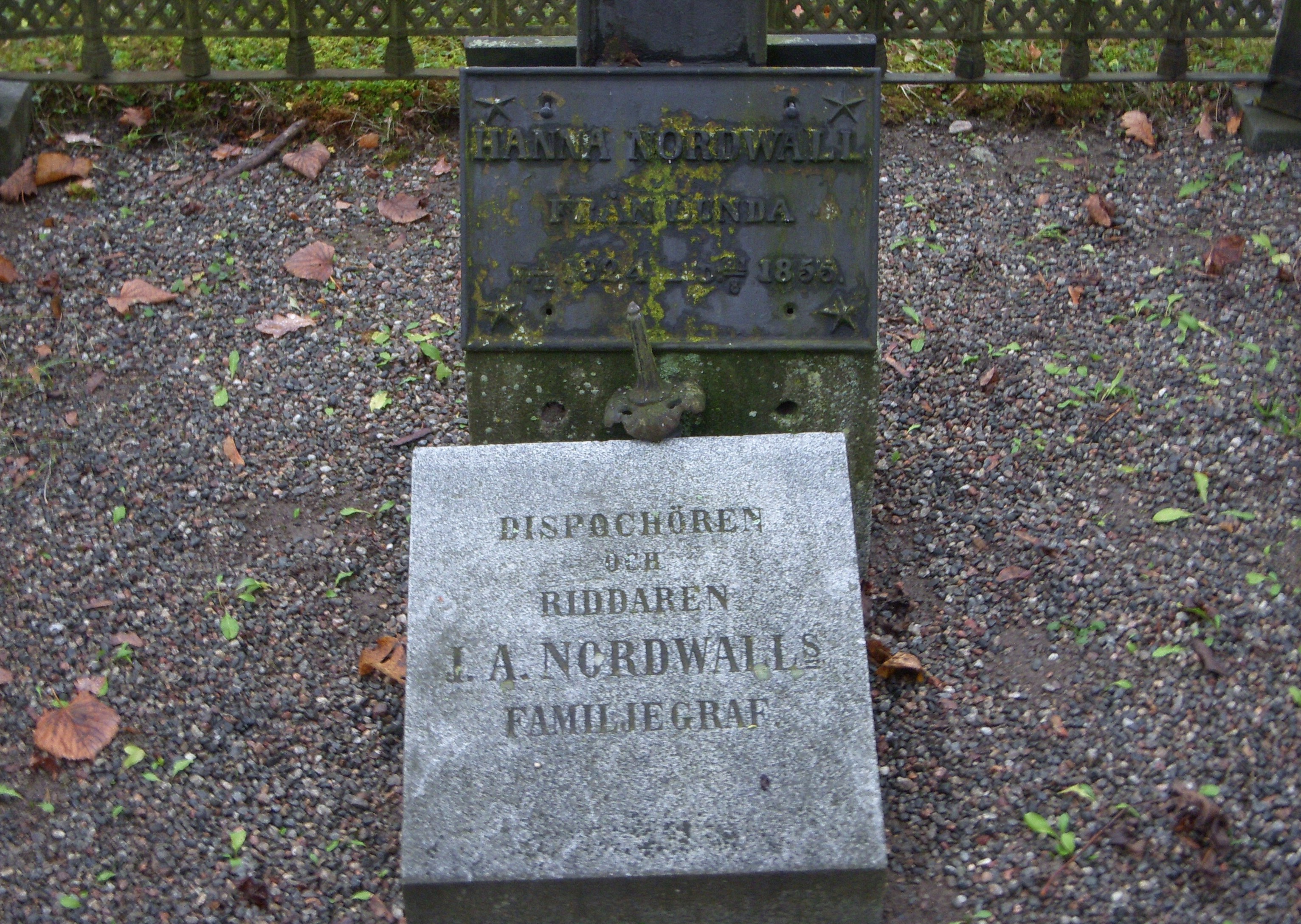
Hanna Nordvall och J.A. Nordvall
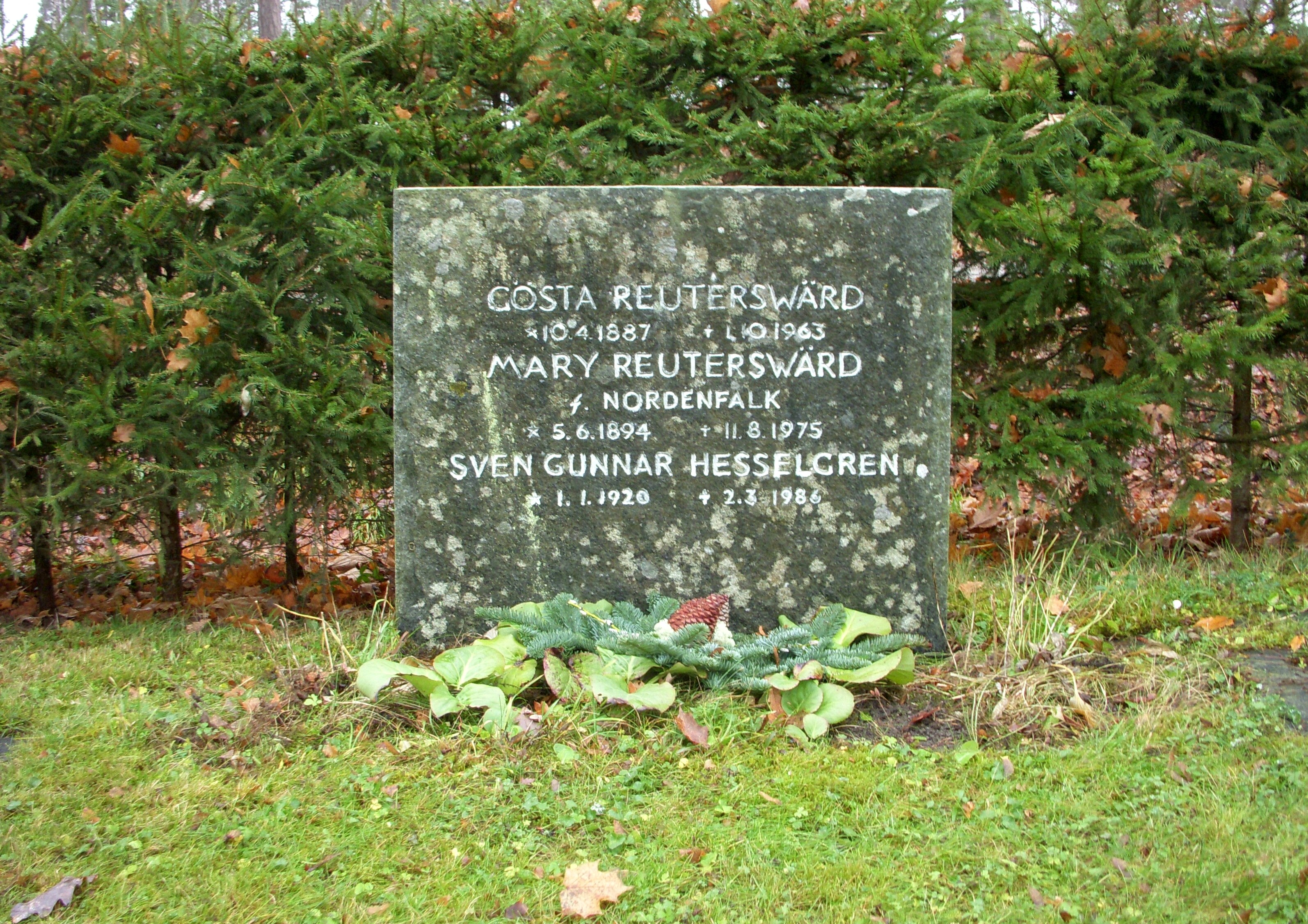
Gösta Reuterswärd (1887–1963)